# Cray Y-MP

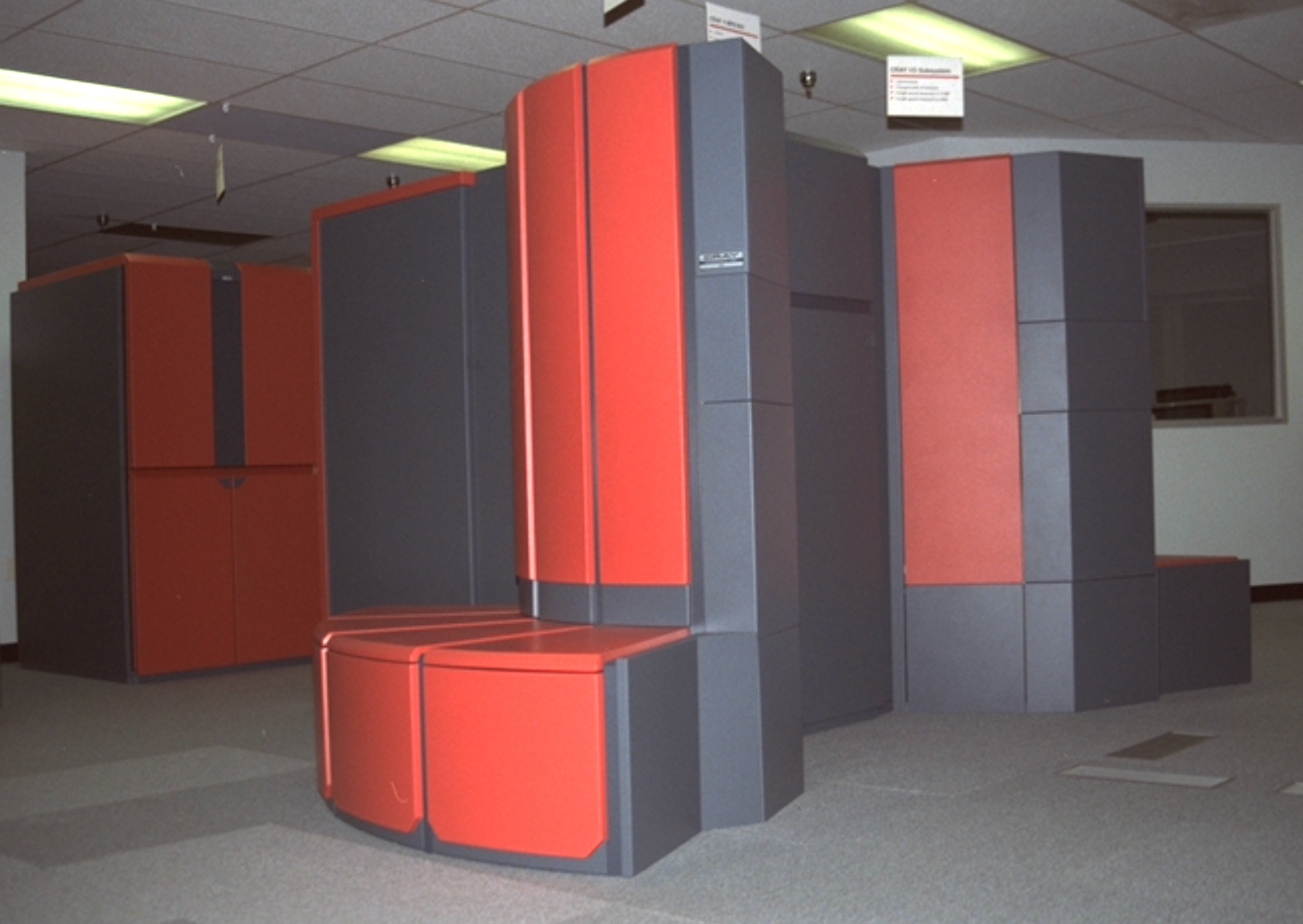
Cray Y-MP Modelo D no Centro de Ciências da Computação da NASA.

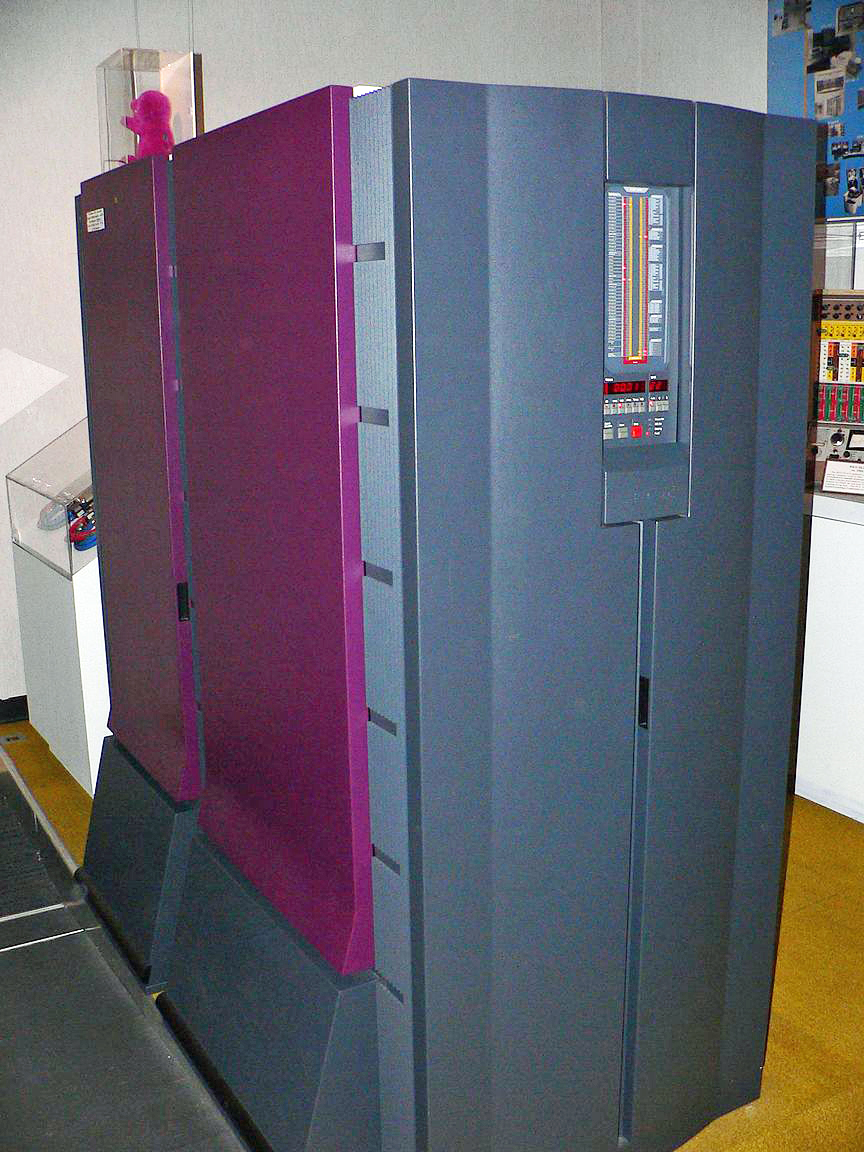
Cray Y-MP M90 no Museu Nacional de Criptologia dos EUA

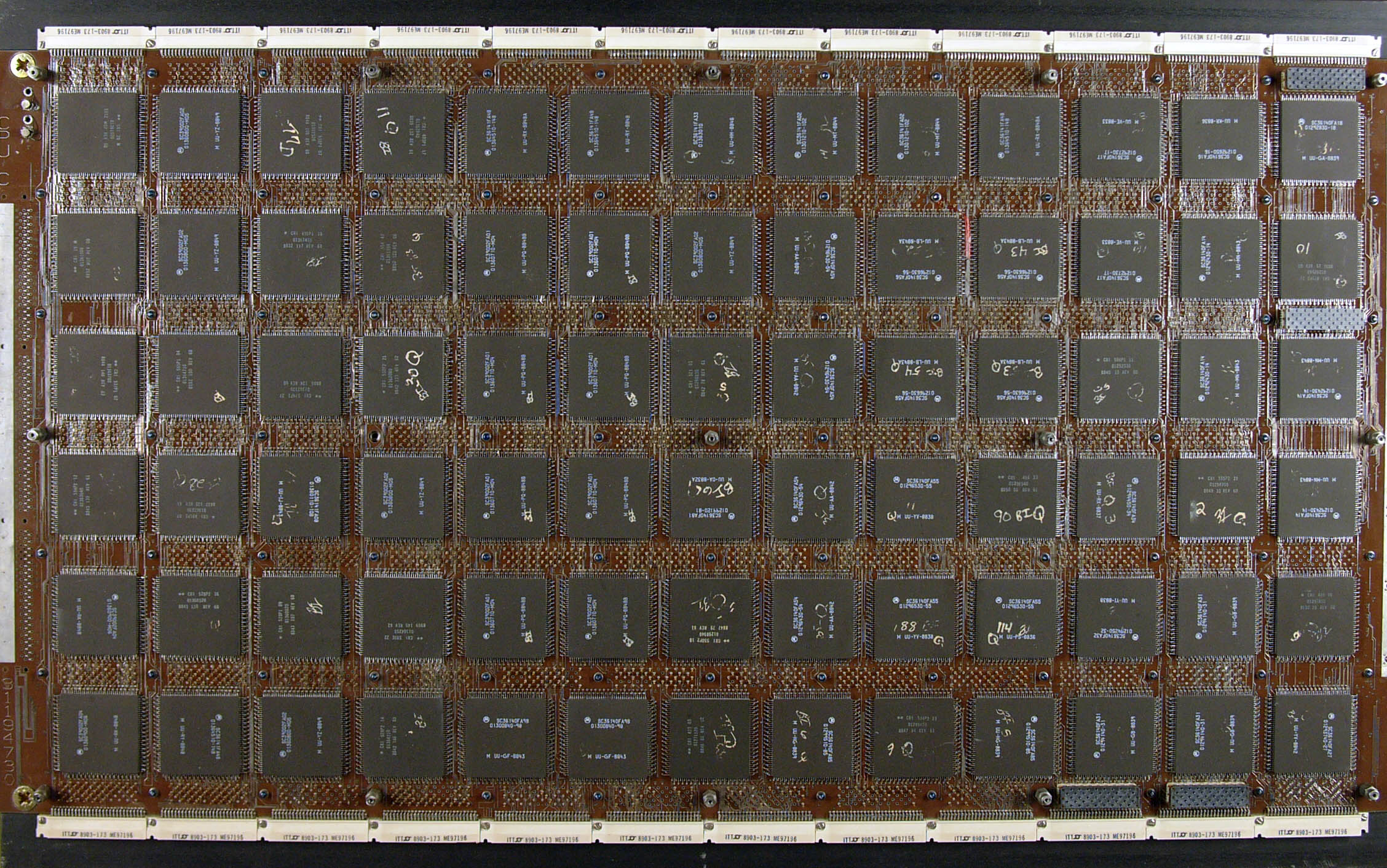
Placa do processador Y-MP Cray

O Cray Y-MP foi um supercomputador vendido pela Cray Research em 1988 e o sucessor do X-MP da empresa. O Y-MP manteve a compatibilidade do software com o X-MP, mas estendeu os registros de endereço de 24 para 32 bits. Foi utilizada a tecnologia VLSI ECL de alta densidade e um novo sistema de refrigeração líquida foi desenvolvido. O Y-MP executou o sistema operacional Cray UNICOS.

## Descrição
O Y-MP pode ser equipado com dois, quatro ou oito processadores vetoriais, com duas unidades funcionais cada e um tempo de ciclo de clock de 6 ns (167 MHz). O desempenho máximo foi, portanto, 333 megaflops por processador. A memória principal compreende 128, 256 ou 512 MB de SRAM.
O Y-MP original (também conhecido como Y-MP Modelo D) foi alojado em um chassi semelhante ao X-MP em forma de ferradura, mas com um gabinete retangular extra adicionado no meio (contendo as placas da CPU), formando assim uma forma de "Y" na vista de planta. O sistema pode ser configurado com um ou dois IOSs modelo D (subsistemas de entrada / saída) e um disco de estado sólido (SSD) opcional de 256 MB a 4 GB de capacidade. O Y-MP tinha um GFLOPS medido de 2.144 e um GFLOPS de pico de 2.667 em 1988 e 1989.
O Modelo D Y-MP foi substituído em 1990 pelo Y-MP Modelo E, que substituiu o IOS Modelo D pelo IOS Modelo E, fornecendo o dobro da taxa de transferência de E / S. O chassi em forma de Y foi descartado em favor de um ou dois gabinetes retangulares (cada um com um gabinete conectado separado contendo o sistema de refrigeração líquida), dependendo da configuração. A RAM máxima foi aumentada para 2 GB e até oito IOSs foram possíveis. As variantes do modelo E incluíam o Y-MP 2E, Y-MP 4E, Y-MP 8E e Y-MP 8I, sendo o último uma versão de gabinete único (I para Integrado) do 8E de dois gabinetes. Mais tarde, o 2E e o 4E estavam disponíveis com refrigeração de ar secundária opcional.
O Y-MP M90 era uma variante de memória grande do Y-MP Modelo E, introduzida em 1992. Isso substituiu a SRAM do Y-MP por até 32 GB de dispositivos DRAM mais lentos, mas fisicamente menores. O Y-MP M90 também estava disponível em variantes com até dois, quatro ou oito processadores (M92, M94 e M98, respectivamente). Mais tarde, o nome do modelo foi abreviado para a série Cray M90.
A série Y-MP C90 é descrita separadamente.

## Y-MP EL
Em 1992, a Cray lançou o modelo Y-MP EL (Entry Level), mais barato. Essa foi uma reimplementação da arquitetura Y-MP na tecnologia CMOS, com base no design S-2 adquirido pela Cray da Supertek Computers em 1990. O EL era um sistema refrigerado a ar com um IOS baseado em VMEbus completamente diferente. Configurações EL com até quatro processadores (cada um com um desempenho máximo de 133 megaflops) e 32 MB a 1 GB de DRAM estavam disponíveis. O Y-MP EL foi posteriormente desenvolvido na série Cray EL90 (EL92, EL94 e EL98).
O Y-MP EL veio em um gabinete muito menor que o tradicional Cray 2010 × 1270 × 810 mm (altura × largura × profundidade) e 635 kg de peso - e podia ser alimentado por energia elétrica comum.